# 2057 Rosemary
A 2057 Rosemary (ideiglenes jelöléssel 1934 RQ) a Naprendszer kisbolygóövében található aszteroida. Karl Wilhelm Reinmuth fedezte fel 1934. szeptember 7-én.